# Nicolas N'Koulou
Nicolas Alexis Julio Nkoulou Ndoubena (Yaoundé, el 27 de març de 1990), conegut com a Nicolas N'Koulou, és un futbolista professional camerunès que juga com a defensa amb l'Aris FC.
Va debutar professionalment en l'AS Monaco i després va passar per altres clubs de la lliga francesa (O. Marsella i O. Lió). El 2017 surt per jugar al Torino italià, des d'on és fitxat el 2021 pel Watford anglès. Sense jugar gaires minuts, l'estiu de 2022 marxa a l'Aris grec.
Amb la selecció del Camerun ha participat de tres Copes del Món, els anys 2010, 2014 i 2022. Amb els lleons indomables es va proclamar campió de la Copa d'Àfrica de Nacions 2017.